# The Planets

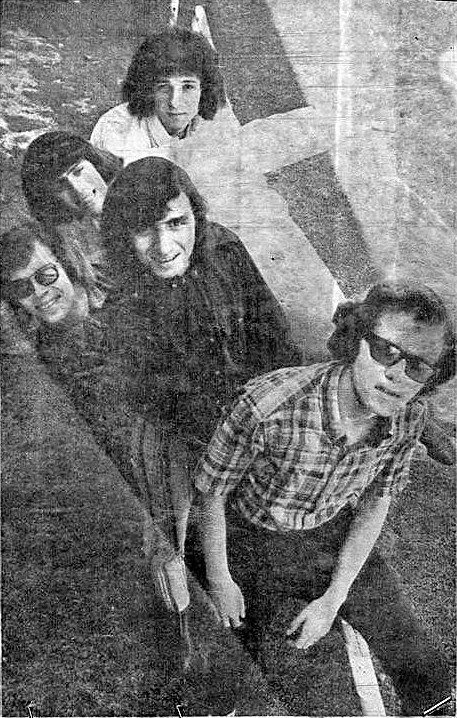
Silvano Chimenti (Chitarra e Tastiere), Alberto Maggi (Batteria), Nello Lentinello (Chitarra), Tony Cirelli (Basso), Marco Cippitelli (Voce)

The Planets sono stati un gruppo musicale beat italiano attivo durante gli anni sessanta; nella fase finale della carriera hanno cambiato il nome in Pataxo and the Others.

## Storia
La band si forma a Taranto nel 1964, su iniziativa del chitarrista Silvano Chimenti, ed inizia presto ad esibirsi in molti spettacoli nella regione riscontrando notevoli consensi come miglior complesso della città, al punto che i musicisti decidono di tentare la fortuna trasferendosi a Roma.
Partecipano nel 1965 al Festival degli Sconosciuti di Ariccia, dove vengono notati da Teddy Reno, che li scrittura per accompagnare la moglie Rita Pavone. Dopo questa esperienza il complesso torna a Taranto e decide di sostituire il batterista Gianni Parisi con il tarantino Alberto Maggi ritenuto più in linea con il nuovo stile musicale che la band si appresta a sviluppare e certamente più idoneo al genere Beat emergente. 
Nel 1966, con il nuovo batterista, ritornano a Roma e si affidano a Silvio Mucci, titolare di un ufficio di Public Relations in Roma, il quale diventa il loro manager. Mucci si interessa attivamente per far ottenere al complesso un provino alla RCA Italiana tramite il maestro Claudio Fabi che diventerà il produttore discografico della band.
Viene quindi fissata un'audizione presso il Teatro Italia di Tivoli alla presenza del maestro Fabi, il quale mostra subito un certo interesse per la band e poco tempo dopo procura per i cinque ragazzi un provino alla RCA.
Subito dopo il provino, il cantante Franco Spiliopoulos, pur essendogli riconosciute delle buone qualità vocali, è costretto ad abbandonare il gruppo su specifica richiesta della casa discografica che ritiene il suo stile troppo melodico e quindi poco adatto al nuovo genere Beat e così, dopo varie audizioni volte alla ricerca di un nuovo cantante, viene scelto il romano Marco Cippitelli detto "Pataxo", dotato di una voce graffiante e particolarmente grintosa.
Alla fine del 1966 viene firmato il contratto di opzione con la RCA, che a gennaio del nuovo anno pubblica il loro unico album con etichetta ARC, storica linea giovanile per artisti emergenti, contrariamente all'uso comune di quegli anni che voleva i complessi esordire dapprima con uno o più 45 giri, e poi passare all'album successivamente.
La nuova formazione registra subito diversi brani tra cui una versione in italiano di A whiter shade of pale dei Procol Harum, che viene però anticipata da quella dei Dik Dik che riscuote un notevole successo, convincendo la ARC a non pubblicare la versione dei Planets, che rimane quindi inedita; Il disco, molto interessante, contiene tra le altre Sono una roccia, cover di I am a rock di Simon & Garfunkel e anche alcuni brani inediti composti da Cirelli e Chimenti
Contemporaneamente alla preparazione del disco I Planets, grazie anche al supporto dell'impresario Novino Ciacci, padre di Little Tony, tengono concerti come complesso autonomo in molti locali, come il celebre Piper Club e il Titan a Roma, ed inoltre partecipano insieme ai Sorrows al Sardegna canta, una sorta di Cantagiro realizzato nell'isola, oltre alla partecipazione ad alcuni film tra cui Rita la zanzara, Perry Grant agente di ferro, Colpo maestro al servizio di sua maestà e programmi televisivi come Chissà chi lo sa, Sette voci, Questi nostri Figli Ecc.
I musicisti della band, comunque, iniziano in parallelo anche l'attività come session men all'interno della loro casa discografica: in Un mondo d'amore di Gianni Morandi l'arpeggio di chitarra con cui inizia la canzone è suonato proprio da Chimenti.
All'inizio del 1968, a causa di alcune divergenze con il produttore Claudio Fabi, sorte precedentemente durante le fasi di realizzazione del disco, la casa discografica, scaduto il periodo di prova, decide di interrompere il rapporto non confermando il contratto.
Anche all'interno della band si creano delle spaccature e Maggi decide di lasciare il complesso, successivamente entrerà nel gruppo dei Rogers. Al suo posto subentra  Stefano D'Orazio, proveniente dai Naufraghi (e futuro batterista dei Pooh).

### The Others & Pataxo
Poiché anche Cirelli decide di lasciare il gruppo, il cantante Cippitelli ha l'idea di cambiare il nome del complesso e il genere: scelto il nome d'arte di Pataxo, ingaggia i fratelli Mario e Lorenzo Zucconi (provenienti dai Centurioni) e con Chimenti, D'Orazio, Paolo Angelini al sax ed un settimo elemento alla tromba forma The Others & Pataxo, che incidono verso la fine dell'anno un 45 giri con due bei brani di rhythm 'n' blues per la Dinfo. Il disco non vende molto, ma la band ottiene un ingaggio per una serie di concerti in Costa Azzurra.
Tornati a Roma, D'Orazio lascia il complesso per passare a Il Punto, Chimenti è sempre più richiesto come chitarrista, e la band quindi si scioglie.

## Discografia

### Album in studio
- 1967 – The Planets (ARC, SA 20)

### Singoli
- 1968 – Tempo/Domani, sempre (Dinfo, LC 68004; inciso come The Others & Pataxo)

## Filmografia
- Rita la zanzara, regia di Lina Wertmüller (1966)
- Perry Grant agente di ferro, regia di Luigi Capuano (1966)
- Colpo maestro al servizio di Sua Maestà britannica, regia di Michele Lupo (1967)
- Granada Addio, regia di Marino Girolami (1967)
- Quando dico che ti amo, regia di Giorgio Bianchi (1967)

## Formazione
The Planets
- Gianni Grandizio: voce della band agli esordi (1963-1964)
- Franco Spiliopoulos: voce solista (1964-1966)
- Marco Cippitelli: voce solista (1967-1968)
- Silvano Chimenti: chitarre
- Nello Lentinello: chitarra ritmica
- Tony Cirelli: basso
- Gianni Parisi: batteria (1964-1966)
- Alberto Maggi: batteria (1966-1968)- The Rogers (1970-1972)
- Stefano D'Orazio: batteria (1968)

The Others & Pataxo
- Marco Cippitelli Pataxo : voce solista
- Edmondo Desidera: basso
- Stefano D'Orazio: batteria
- Mario Zucconi: chitarra
- Lorenzo Zucconi organo hammond
- Paolo Angelini: sax tenore
- Tafuri:  tromba